# عالم مختلف (فلم)
فيلم عالم مختلف هو فيلم رومانسي كيني لعام 2017 من إخراج كيجيثاي مونجاي. الفيلم من بطولة أفريل نيامبورا وإنوسنت نجوجونا، ويظهر مورين نجاو في دور داعم.

## الحبكة
ولدت نينا (لعبت دورها أفريل نيامبورا) وترعرعت في الأحياء الفقيرة في نيروبي. تلتقي بـ هينجا (الذي يؤدي دوره إنوسينت مونجاي) وهو رجل من خلفية لائقة ولديه وظيفة جيدة تقطعت به السبل بإطار مثقوب بالقرب من مطار جومو كينياتا الدولي وقد سلبوه مع عصابته كل مقتنياته الثمينة. في تطور من القدر يقع الاثنان في الحب في النهاية -على الرغم من حقيقة أن هينجاكانت مرتبطًا بسيرو (التي تلعب دورها مورين نجاو) وهي امرأة مسيطرة من نفس خلفيته الاجتماعية- يساعد هينجا نينا في النهاية على تعقب مقتنياتها الثمينة بالإضافة إلى التهرب من السلطات.

## طاقم العمل
- أفريل نيامبورا في دور نينا: امرأة نشأت في حي فقير في نيروبي، نشأت في حياة الجريمة
- إنوسينت مونجاي بدور هينجا: رجل أعمال ناجح من نيروبي
- مورين نجاو في دور سيرو: خطيبة هينجا التي تطلب وتتحكم

## الإصدار
عُرِض فيلم عالم مختلف لأول مرة في مسرح كينيا الوطني في نيروبي كينيا في 22 ديسمبر 2017.

## الجوائز
حصل الفيلم على جائزة أفضل فيلم باللغة المحلية وأفضل موسيقى أصلية في حفل جوائز كلاشا للتلفزيون والسينما الثامن في نيروبي بكينيا في 24 نوفمبر 2018.